# Gobierno Ajanuch
El gobierno de Akhannouch es el trigésimo tercer gobierno de Marruecos desde su independencia en 1956.
El Jefe de Gobierno fue designado mediante real decreto de 10 de septiembre de 2021 para la formación de un gobierno, de conformidad con el artículo 47 de la Constitución.
De hecho, tras las elecciones legislativas marroquíes de 2021, el 8 de septiembre, se impuso el Agrupación Nacional de los Independientes, obteniendo 102 escaños de los 395 que componen la Cámara de Representantes .
Los demás miembros fueron designados mediante real decreto de 7 de octubre de 2021, fecha de toma de posesión del gobierno.
Este gobierno tiene, además del RNI (102), el PAM (87) y el Istiqlal (81), una cómoda mayoría de 270 representantes de los 395 en la Cámara de Representantes

## Estructura y composición
| Gobierno de Aziz Akhannouch (7 de octubre de 2021 - presente) |                                         |                                           |                                           |
| Partido político                                              |                                         | Agrupación Nacional de los Independientes | Agrupación Nacional de los Independientes |
| Partido político                                              | Partido de la Autenticidad y Modernidad |                                           |                                           |
| Partido político                                              | Partido Istiqlal                        |                                           |                                           |
| Partido político                                              | Independiente                           |                                           |                                           |